# Mulan (Disney)
Fa Mulan è la protagonista del film Disney Mulan e del suo seguito Mulan II, basata sulla leggendaria guerriera cinese Hua Mulan. La differenza del cognome è dovuta da una lettura diversa degli ideogrammi che lo compongono.
Fa parte delle Principesse Disney, inserita nell'elenco ufficiale all'ottavo posto dopo Pocahontas e prima di Tiana, nonostante non venga da una famiglia reale e non sposi un principe (Il marito Li Shang, come capitano delle guardie, fa comunque parte di un'elite alla stregua della nobiltà di palazzo ma al di sotto della nobiltà di corte).
Fa Mulan è la prima principessa Disney ad essere basata su una leggenda, piuttosto che su una fiaba o un racconto popolare. È diventata anche la prima di discendenza est-asiatica e l'ultima ad essere sviluppata durante il Rinascimento Disney. Unica figlia di un attempato veterano di guerra, Mulan infrange sia la tradizione che la legge travestendosi da uomo per arruolarsi nell'esercito al posto del suo ormai acciaccato padre.
L'accoglienza nei confronti di Mulan è stata generalmente positiva, con i critici che hanno elogiato il suo coraggio e il suo eroismo. Tuttavia, la sua relazione romantica con Shang è stata accusata di compromettere l'eroismo di Mulan nel sequel direct-to-video.

## Biografia del personaggio

### Mulan(1998)
È una ragazza cinese che finge di essere un guerriero per suo padre che non ha tante forze essendo ormai anziano. Allora entra nell'esercito sotto il falso nome di Ping, dov'è vittima di alcuni scherzetti da parte dei suoi compagni: l'irritabile Yao, il gracile ed ebete Ling e il calmo Chien Po. Dopo varie prove e la sconfitta degli Unni, si scopre il suo segreto. Li Shang, figlio del generale e capitano dell'esercito, rinuncia all'uccisione, ma comunque la bandisce dal gruppo di soldati. Successivamente li mette in guardia dicendo loro che i nemici vogliono la rivincita e vogliono attuarla proprio durante la festa in loro onore organizzata dall'imperatore. Allora traveste i suoi compagni da ragazza in modo che passino inosservati e, con un razzo pieno di fuochi di artificio, riesce a eliminare definitivamente Shan Yu (capitano degli Unni) e i suoi soldati.

### Mulan II(2004)
L'eroina cinese nel suo sequel deve affrontare con Li Shang i matrimoni combinati delle principesse del Regno di Mezzo con i principi del regno del Qui Gong entro tre giorni per formare un'alleanza contro i Mongoli. Esse vengono scortate da Yao, Ling e Chien Po, che si innamorano di loro e grazie a Mulan riescono a dire quello che provano. Intanto, Mushu provoca litigi tra la ragazza e Shang, ormai diventato Generale e suo promesso sposo. Per quale scopo? Per non perdere il piedistallo che hanno tutti gli antenati, visto che, a seguito del matrimonio, subentreranno per importanza quelli dello sposo. Alla fine, travestito dal grande dragone dorato, il draghetto riuscirà a disdire l'accordo dei matrimoni combinati, sia quelli delle principesse che di Mulan (che aveva deciso di prendere il loro sposo.) Alla fine quest'ultima si sposa e con l'aiuto di suo marito, unisce tutti gli avi, comprendendo anche Mushu.

### Mulan(2020)
Nel 2020 è uscito il Remake live action del Classico Disney. La storia alla base è la medesima ma presenta numerose differenze rispetto al classico originale, su tutte l'aggiunta dei super poteri di Mulan, derivati dal Qi. Il personaggio di Li Shang non è più comandante e si chiama Cheng, un soldato semplice.
Manca inoltre completamente il personaggio di Mushu.
Il film è stato criticato per queste ed altre differenze, per aver semplificato troppo la storia e per alcune controversie esterne come le prese di posizione della protagonista rispetto ad alcuni eventi che coinvolgevano la polizia di Hong Kong.
Nonostante le critiche e le polemiche il film ha avuto un ottimo successo sul canale Disney+ (all momento dell'uscita le sale cinematografiche erano chiuse per la pandemia).

## Caratterizzazione
All'inizio del film quando deve superare la prova della mezzana, ha uno chignon e indossa un kimono con il corpetto salmone chiaro con maniche lunghe, separato dalla gonna prugna con un obi viola. Non indossa le scarpe; porta invece, lunghi calzettoni bianchi. Dalle braccia partono nastri pervinca. In guerra invece, ha i capelli tagliati e legati alla nuca per sembrare un maschio e indossa una divisa verde smeraldo (ma di una tonalità molto più chiara) con un elmo. Alla fine del lungometraggio ha i capelli sciolti, indossa un corpetto verde con strisce di altri colori, separato dalla gonna gialla con una fascia verde petrolio.
Mulan è una ragazza molto dolce e sensibile come dimostra durante la canzone "Riflesso", in cui esprime il dispiacere per il fatto di non essere riuscita a portare onore alla famiglia. È anche autosufficiente, tenace e coraggiosa e come età ha 16 anni ed è coetanea di Aurora, Vaiana, Ariel, Merida e Jasmine.
È molto forte ed agile, il che le consente di compiere esercizi difficili senza risentire di alcuna fatica, oltre che intelligente, astuta e piena di risorse, avendo dimostrato diverse volte di compiere strategie e tattiche efficaci attraverso il pensiero veloce e l'osservazione. Grazie all'addestramento militare di Li Shang, è diventata abile in diverse arti marziali (in particolare Kung fu, Bōjutsu e Tessenjutsu), una tiratrice precisa con armi a distanza e una spadaccina. È anche un'eccellente equestre.

## Accoglienza

### Critica
La personalità e la caratterizzazione di Mulan sono state accolte positivamente. Ken Fox di TV Guide l'ha definita "intelligente e ferocemente indipendente". Bridget Byrne di Boxoffice ha scritto che "Mulan ha orgoglio, fascino e spirito". Todd McCarthy di Variety ha elogiato il personaggio per aver iniziato " un cambiamento nei classici Disney... in cui eroine passive venivano salvate da principi blandamente nobili", aggiungendo che "qui è la ragazza che salva, salvando non solo il principe ma l'imperatore stesso dall'oblio, e questo accade in una cultura lontana in cui ci si aspettava che le donne obbedissero a regole rigorosamente prescritte". Allo stesso modo, Margaret A. McGurk di The Cincinnati Enquirer ha elogiato Mulan per "aver risolto il suo dilemma di Soldato Jane dimostrando che il cervello può fare più dei muscoli". Ian Freer di Empire ha chiamato il personaggio come "tra le più forti eroine Disney". Hollis Chacona di The Austin Chronicle ha definito Mulan una "protagonista vincente". Kenneth Turan del Los Angeles Times ha scritto che "Mulan è un'eccellente eroina, perfetta per le giovani donne", definendola inoltre un "modello più simpatico e intraprendente di Pocahontas ".
Sebbene ampiamente apprezzata, la caratterizzazione di Mulan ha suscitato alcune lievi critiche e speculazioni. Owen Gleiberman di Entertainment Weekly ha scritto: "Mulan mette in mostra una ragazza che riesce a usare il suo ingegno... una testimonianza che il potere della mente prevale sul muscolo". Tuttavia, Gleiberman ha continuato, "Mulan alla fine non è all'altezza del meglio della Disney ... perché il potenziamento dell'eroina rimane ... una ricerca emotivamente isolata". Allo stesso modo, Moira Macdonald del Seattle Times ha chiamato Mulan "un forte personaggio accattivante che, a differenza di molte delle sue controparti Disney, non ha bisogno di nessuno per essere salvata dal pericolo", pur mettendo in discussione la sua personalità, chiedendosi "era davvero necessario far avere a Mulan problemi di autostima? Perché sembra così sicura e intelligente, la sua triste affermazione che vuole "vedere qualcosa di utile" allo specchio è un po' scioccante".
I critici non sono stati unanimi nelle loro lodi. Jeffrey Gantz di Phoenix ha ritenuto che il personaggio fosse non originale, impreciso e occidentalizzato. Allo stesso modo, James Berardinelli di ReelViews ha ritenuto che la rappresentazione del personaggio fosse troppo "familiare", continuando "sebbene sembri diversa da Ariel, Belle, Jasmine e Pocahontas, Mulan è praticamente lo stesso tipo di individuo: una donna con una vena forte e indipendente che non è disposta a piegarsi ai costumi della sua cultura, che decretano che il ruolo della donna debba essere ornamentale. Il film non è molto sottile nel rafforzare l'idea di uguaglianza tra i sessi". Inoltre, alcuni critici, come Alex von Tunzelmann del The Guardian, hanno criticato Mulan per la sua eccessiva violenza, ma von Tunzelmann ha concluso in modo più positivo, definendo il personaggio un miglioramento rispetto alle vecchie principesse.

### Influenza culturale
Mulan è culturalmente riconosciuta per il suo unico ruolo in Mulan, in particolare per quanto riguarda l'eroismo, l'etnia e il disinteresse del personaggio per il romanticismo, sfidando gli stereotipi di genere e offerto un'esperienza Disney animata diversa. Secondo Sara Veal del The Jakarta Post, Mulan "promuove l'autosufficienza, la determinazione e non è interessata al matrimonio o al romanticismo ... il film finisce per salvare il suo paese,  piuttosto che una risoluzione romantica". Jesse Hassenger di PopMatters ha scritto che, a differenza di altri film della Disney: " Mulan ha il vantaggio di un’intelligente, forte eroina - non solo una figura da principessa".
Nel 2012, Stephanie Goldberg della CNN ha riconosciuto Mulan come una delle eroine animate più coraggiose ed eroiche della Disney. Il Georgia Institute of Technology ha classificato Mulan come il quattordicesimo più grande personaggio Disney di tutti i tempi. Nel 2013, Mulan è stata definita la più grande eroina Disney animata secondo un sondaggio condotto da Jim Vejvoda di IGN.

## Altri media
- Mulan é protagonista di numerosi videogiochi, come quelli ufficiali del film, usciti per Sega Mega Drive e Game Boy color. E di altri titoli per PC fra cui game shot e story studio. Oltre ad un videogame non ufficiale Disney dal titolo Mighty Mulan.
- Mulan appare regolarmente nelle sfilate, parate e spettacoli al Parco Walt Disney and Resorts.
- Mulan e Mushu fanno un cameo in It's a Small World Disneyland Resort e Disneyland Hong Kong
- Sulla nave Disney Cruise Line, Mulan e Li Shang appaiono in scena per lo spettacolo Il Mickeys d'Oro.
- È presente nello spettacolo sul ghiaccio Classics Princess Princess, anche se non ha legami reali.
- Mulan fa un cameo della Casa del Disney della serie televisiva House of Mouse - Il Topoclub e nel film Il bianco Natale di Topolino - È festa in casa Disney.
- Sarebbe dovuta apparire nel secondo episodio della serie Disney Princess: Le magiche fiabe - Insegui i tuoi sogni in DVD insieme a Cenerentola, film previsto prima per il 2008, poi annullato a causa della scarsità di vendite del primo DVD.
- Il personaggio di Mulan appare nella serie televisiva C'era una volta, interpretata da Jamie Chung.
- Mulan appare nel TIDU (The Insuperable Dodi Universe) in versione tradizionale della versione Disney nell'arco narrativo The Girls Arc della serie Todi & Bobo's Tales. Qua, per aiutare Bobo a conquistare Manami ha una breve relazione con lui. Tuttavia a Bobo gli nasce la paura che questa relazione possa fargli dimenticare di Manami, così rompe con Mulan. Nel TIDU Mulan, pur restando sempre coraggiosa e determinata ha anche un carattere umoristico e a volte anche vivace, pur essendo di buon cuore.
- Mulan appare per aiutare Sofia in un episodio di Sofia la principessa.
- Nel film di Ralph spacca Internet (2018) Vanellope incontra diverse principesse Disney all'interno del sito Oh My Disney, tra cui Mulan. Qui quest'ultima ha fatto amicizia con le altre principesse Disney. Esse diventeranno amiche di Vanellope facendole capire che deve cercare la sua felicità. Con le loro abilità salveranno Ralph mentre sta precipitando nel vuoto.
- Mulan appare, insieme ad altri personaggi del film, in Once Upon a Studio.

### Kingdom Hearts II(2005)
Mulan appare nel videogioco Kingdom Hearts II dove i protagonisti visiteranno il suo mondo.

#### Prima visita
Sora, Paperino e Pippo giungono nella Terra dei Dragoni, vedendo che un'enorme ombra si muove tra le rocce, credono che un Heartless voglia attaccare un soldato, Ping; ma appena Sora e Paperino si avvicinano, essa si riduce mostrando Mushu che fugge terrorizzato tra le braccia di Ping. Il trio conosce Mushu perché li ha aiutati nel loro precedente viaggio (Kingdom Hearts). Dopo le dovute presentazioni, Pippo capisce che in realtà Ping è una donna che si traveste da uomo per arruolarsi nell'esercito. Ping si presenta allora per ciò che in realtà e Mushu chiede al trio di aiutare Mulan a inserirsi nell'esercito cinese. L'arrivo non è dei migliori perché Sora e Paperino litigano con Yao, Chien-Po e Ling. Il trio si dimostra all'altezza, mentre Ping viene scartato più volte dal capitano e solo in seguito considerato all'altezza del compito. Durante un'esercitazione scoprono Shan Yu alleato con gli Heartless che tenta un attacco ma viene fermato da Mulan che provoca una valanga utilizzando un razzo diretto verso una montagna. Mulan viene smascherata e il capitano Shang congeda sia Mulan che il trio. Percorrendo la strada del ritorno scoprono che Shan Yu è ancora vivono, e decidono di avvisare l'esercito. Giungono al palazzo dell'imperatore e il trio con l'aiuto di Mulan batte Shan Yu. Mulan diventa l'eroina della Cina e ringrazia il gruppo per il supporto che le hanno dato durante quest'avventura.

#### Seconda visita
Il gruppo ritorna nella Terra dei Dragoni, e incontra Mulan che è sulle tracce di un uomo incappucciato con un soprabito nero. L'inseguimento termina sulla montagne e Sora affronta questo nemico. Al termine del duello, Sora afferma che gli sembra di aver già lottato contro costui e si chiede se possa essere Riku. Improvvisamente compare uno strano essere che si dirige verso il palazzo dell'imperatore e il trio e Mulan si dirigono lì. Al loro arrivo, l'imperatore comunica al trio che un uomo è stato lì per avvisarlo di una nova minaccia, un pericoloso Heartless che è nato dall'oscurità di una divinità terrena. Il gruppo e Mulan affrontano il mostro e hanno la meglio. Prima di partire Sora, Paperino e Pippo chiedono informazioni sull'uomo che ha avvisato l'imperatore, mentre Mulan chiede all'imperatore di dare qualche giorno di riposo al capitano Shang; l'imperatore rifiuta ma le chiede se vuole restare ad aiutarlo nel suo compito e la ragazza accetta.

## Nelle altre lingue
- Brasiliano e Portoghese - Mulan
- Bulgaro - Мулан
- Finlandese - Mulan
- Inglese - Mulan
- Italiano - Mulan
- Norvegese - Mulan
- Olandese - Mulan
- Polacco - Mulan
- Russo - Мулан
- Svedese - Mulàn
- Tedesco - Mulan[21]